# Felix (Glockengießer)
Die Gießereifamilie Felix war von 1675 bis 1778 eine Stuck- und Glockengießerei in Feldkirch in Vorarlberg.

## Die Gießerfamilie Felix
Gabriel I. Felix erhielt 1675 in der Bruderschaft der Schlosser und Schmiede die Meistergerechtigkeit. Drei Söhne, Gabriel II. Felix, Franz Josef Felix und Felicis Felix erlernten das Gießerhandwerk. Franz Josef Felix und Felicis Felix führten die Gießerei weiter. Ihnen folgten die Enkelsöhne Christian Felix und Gabriel III. Felix.
Wie die meisten Stuck- und Glockengießer in anderen kleinen Städten hat die Gießerei Felix auch Gebrauchgeräte und Leuchter gegossen. Im Gegensatz zu Glocken und Geschützen blieben diese Arbeiten unsigniert anonym. Die übliche Spezialisierung des Handwerks in Bronzeguss, Gelbgießer und Rotgießer, wie sie in größeren Städten möglich war, gab es in Feldkirch nicht.

## Gabriel I. Felix
Gabriel I. Felix (erstmals erwähnt 1646; † 1714) hat wahrscheinlich bei Jakob Stutzenberger das Gießerhandwerk gelernt und als Geselle gearbeitet. Er heiratete 1646 in erster Ehe Magdalena Weinzierlin, wo der Sohn Gabriel II. Felix in Bludenz geboren wurde. In seiner zweiten Ehe mit Anna Gairin ab 1675 wurden die Söhne Franz Josef Felix und Felicis Felix geboren. Alle drei werden Bronzegießer. 1675 er in der Bruderschaft der Schlosser und Schmiede in Feldkirch die Meistergerechtigkeit. 1682 wird er in das Amt des jüngeren Kerzenmeisters und 1691 in das des älteren Kerzenmeisters gewählt.
Gabriel I. Felix bildete vier Lehrlinge zum Gesellen aus:
- 1680 Andreas Aborte aus Feldkirch
- 1685 Johannes Gaw aus Rankweil
- 1708 seinen Sohn Franz Felix
- 1708 seinen Sohn Felicis Felix

## Gabriel II. Felix
Gabriel II. Felix (* um 1655 in Bludenz, erstmals erwähnt 1671; † 1708) wurde 1671 Lehrling bei Jakob Stutzenberger in Feldkirch. Nach der Lehre und der möglichen Wanderschaft kehrte er nach Feldkirch zurück. 1685 heiratet er Barbara Kappeller aus Feldkirch und erhält wahrscheinlich im gleichen Jahr die Meistergerechtigkeit. Zeitweise führte er zusammen mit Hans Georg Gapp eine eigene Gießerei.
Werke
- 1687 Glocke in der Kristbergkirche hl. Agatha in Silbertal[1]
- 1697 Glocke für die Kapelle St. Michael beim Wildkirchli (AI)[2]
- 1700 mit Hans Georg Gapp Glocke der Pfarrkirche Maria Schnee in Oberegg[3]
- 1708 Glocke in der Reformierten Kirche in Donat GR[4]

## Franz Josef Felix
Franz Josef Felix (* 13. März 1687; † 23. Februar 1759) machte seine Lehrzeit von 1700 bis 1708 bei seinem Vater Gabriel I. Die Meistergerechtigkeit in der Grosshammerzunft erhielt er 1715. 1716 heiratete er Anna Maria Gisinger aus Feldkirch, die ihm 15 Kinder gebar, von denen Johannes Baptista Felix und Christianus Felix das Handwerk des Bronzegießers erlernten. 1723 wurde er in das Amt des Brudermeisters gewählt.
Werke
- 1698 mit Andreas Apporte und Hans Georg Gapp Glocke im Katzenturm in Feldkirch[5]
- 1715 Taufglocke im Kloster Pfäfers[6]
- 1725 Glocke in der Pfarrkirche St. Joseph in Eggerstanden[7]
- 1728 Glocke in Mittelbüel bei Gonten AI[8]
- 1737 Glocke in der Pfarrkirche hl. Agnes in Klaus in Vorarlberg[9]

## Felix (Felicis) Felix
Felix Felix bzw. Felicis Felix (* 25. September 1693; † 1. Jänner 1749) erlernte von 1700 bis 1708 bei seinem Vater Gabriel I. Die Meistergerechtigkeit in der Grosshammerzunft erhielt er vor 1722. In diesem Er heiratet Maria Barbara Madlener (1696–1736) aus Feldkirch. Dieser Ehe entspringen acht Kinder. 1737 heiratet er Maria Susanna Waldner (1696–1783) aus Feldkirch, die ihm zwei Kinder schenkt.

## Johannes Baptista Felix
Johannes Baptista Felix (* 17. August 1718; † 18. Februar 1799) erlernte das Handwerk des Stuck- und Glockengießers. Am 5. Jänner 1746 trat er in den Jesuitenorden ein und machte das Noviziat in Landshut und wanderte 1746 nach Chile aus. Nach der Aufhebung des Jesuitenordens in Chile kehrte er 1768 zurück und lebte wahrscheinlich als Ordensmann bis 1773 in Feldkirch und verstarb 1799 in Konstanz.

## Christian Felix
Zu Christian Felix (* 22. Dezember 1723; † 5. August 1796) ist nicht bekannt, bei wem er das Handwerk des Glockengießers erlernte. Er betrieb anfangs in Feldkirch keine eigene Gießerei. Um 1768 lebt und arbeitet er in Chur, wo er mit Johannes Schmid zusammenarbeitet. 1768 ist er in Feldkirch ein selbstständiger Gießer.
Werke
- 1763 mit Gabriel III. Felix der Umguss einer Glocke der Kathedrale St. Mariä Himmelfahrt in Chur[10]
- 1764 mit Gabriel III. Felix die Glocke der Reformierten Kirche in Seewis im Prättigau[11]
- 1764 2 Glocken, Pfarrkirche St.Carpophorus in Trimmis, gegossen in Chur, eine zusammen mit  Johannes Schmid[12]
- 1770 Glocke, Kapelle St.Luzius in Disla bei Disentis[13]
- 1778 Glocke, Pfarrkirche St.Mauritius in Appenzell[14]

## Gabriel III. Felix
Wo Gabriel III. Felix (* 8. Juli 1721; † 7. April 1778) das Handwerk des Glockengießers erlernte, ist nicht bekannt. 1749 erlangt er die Meistergerechtigkeit in der Feldkircher Grosshammerzunft. Er war zweimal verheiratet. Kinder sind nicht bekannt. Er arbeitete zeitweise mit Christian Felix in Chur.
Werke
- 1749 kleine Glocke in der Pfarrkirche St.Joseph in Eggerstanden AI[15]
- 1763 Umguss einer Glocke, Kathedrale in Chur, zusammen mit Christian Felix[16]
- 1764 Glocke, Evangelische Kirche, Seewis im Prättigau, zusammen mit Christian Felix[17]
- 1772 Glocke, Evangelische Filialkirche in Masans (Chur)[18]